# Gray-Nicolls
Gray-Nicolls est un équipementier sportif, une marque anglaise, produisant des battes, des vêtements sportifs ainsi que des accessoires pour le cricket et basée à Robertsbridge dans le Sussex de l'Est.

## Histoire de la marque

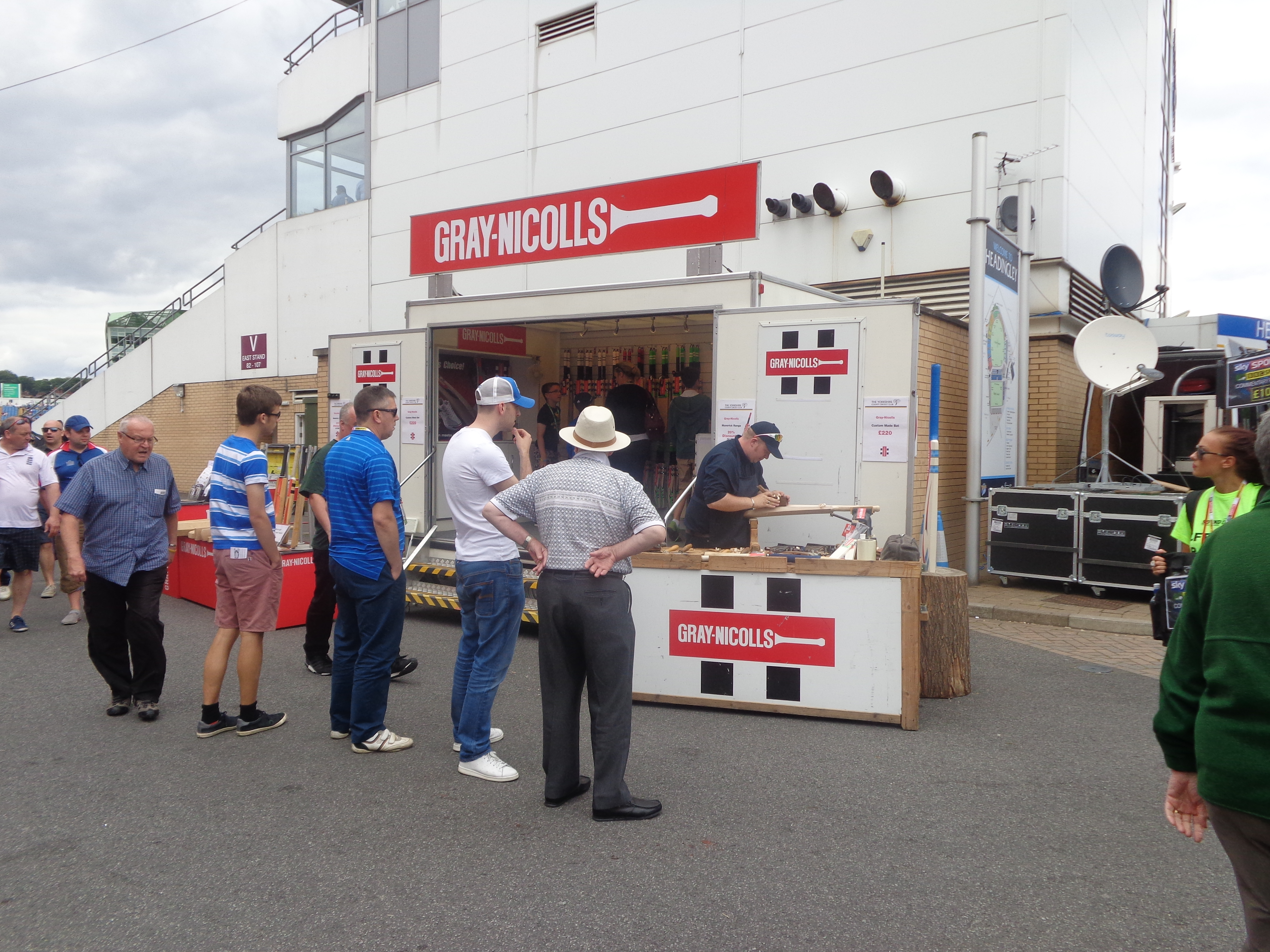
Stand de battes de cricket sur mesure Gray-Nicolls, stade Headingley, Leeds, West Yorkshire, pendant la deuxième journée du test Angleterre-Sri Lanka.

Le champion de raquettes H.J. Gray crée la société de fabrication de raquettes H.J. Gray and Sons en 1855. La société plus tard fournit des battes de cricket, notamment à K. S. Ranjitsinhji et au futur roi Édouard VII. L.J. Nicolls débute la fabrication de battes de cricket en 1876 dans son échoppe de Robertsbridge, East Sussex, où la société est toujours installée. Ces deux équipementiers fusionnent dans les années 1940 pour s'appeler et créer la marque Gray-Nicolls. 
La marque continue d'être bien considérée dans les années 1950 et 1960. À une période, Ted Dexter, Richie Benaud, Frank Worrell, John Reid et Trevor Goddard, les capitaines des cinq équipes qui pratiquent le Test cricket, utilisent des battes Gray-Nicolls. Pendant cette période, Gray-Nicolls innove dans la technologie des battes, avec des solutions majeures.
Pour pouvoir faire face aux demandes de l'Australasie, une usine a été ouverte à Melbourne.

## Sponsoring
Gray-Nicolls a des contrats de fourniture et de sponsoring avec de nombreux athlètes comme les anciens capitaines de l'Angleterre Mike Atherton et Nasser Hussain. W. G. Grace a également utilisé des battes Gray-Nicolls.
Les joueurs toujours en activité qui évoluent avec des battes Gray-Nicolls sont notamment :
| - Australie Matthew Hayden - Australie Brad Hogg - Australie Phil Jaques - Australie Darren Lehmann - Australie Andrew Symonds - Afrique du Sud Lance Klusener - Afrique du Sud Jacques Rudolph - Afrique du Sud Martin van Jaarsveld | - Angleterre Rikki Clarke - Angleterre Alastair Cook - Angleterre Robert Key - Angleterre Mark Ramprakash - Angleterre Andrew Strauss (en) - Angleterre Chris Tremlett - Angleterre James Anderson - Pakistan Azhar Mahmood - Pakistan Mohammad Yousuf | - Nouvelle-Zélande Jacob Oram - Nouvelle-Zélande Daniel Vettori - Nouvelle-Zélande Lou Vincent - Nouvelle-Zélande Mathew Sinclair - Sri Lanka Chamara Kapugedera - Sri Lanka Upul Tharanga - Indes occidentales Shivnarine Chanderpaul - Indes occidentales Ramnaresh Sarwanpx - Indes occidentales Dwayne Smith - Zimbabwe Elton Chigumbura - Bangladesh Tamim Iqbal |  |